# Adam Hoos
Adam Hoos (* 20. August 1911 in Goßmannsdorf am Main; † 7. September 1941 in der Sowjetunion) war ein deutscher Studentenfunktionär und Gaustudentenführer für Mainfranken.

## Leben
Adam Hoos war der Sohn eines Schneiders. Er studierte von 1933 bis 1938 Medizin an der Universität Würzburg. Er trat zum 1. Mai 1933 der NSDAP bei (Mitgliedsnummer 3.434.916) und schloss sich im selben Jahr der SS (SS-Nummer 105.545) und 1935 dem NSDStB an. Im April 1937 wurde er Studentenführer der Universität Würzburg und im Mai 1937 Gaustudentenführer für den Reichsgau Mainfranken. Diese Funktion hatte er bis zu seinem Tod inne.
Nach dem 1938 bestandenen Staatsexamen wurde Hoos 1939 SS-Untersturmführer. Als Kriegsfreiwilliger in der Wehrmacht nahm er zunächst als Kraftfahrer am Zweiten Weltkrieg teil. Später war er Sanitätsarzt. Er starb an den Folgen einer Minenexplosion.